# Soilon
Soilon – materiał wykonany ze skrobi kukurydzianej, wytwarzany głównie na potrzeby torebek herbacianych. Bardzo szybko się rozkłada (w ciągu 18 miesięcy), nie zanieczyszczając środowiska.